# Železniční trať Michaľany–Łupków
Železniční trať Michaľany–Łupków (v jízdním řádu pro cestující označená číslem 191) je jednokolejná částečně elektrifikovaná železniční trať na východním Slovensku. Trať začíná v železniční stanici Michaľany, kde se odděluje od trati Košice–Čop a vede zhruba severovýchodním směrem přes Trebišov, Michalovce, Humenné a Medzilaborce do polského Łupkówa.

## Historie
Trať z Michaľan do Łupkówa je jednou z nejstarších tratí v dnešním regionu východního Slovenska. První projekty na stavbu trati z Východoslovenské nížiny na sever k městu Homenau (Humenné) a dále směrem k Poloninám pocházejí z druhé poloviny 60. let 19. století, kdy začal být po Rakousko-uherském vyrovnání a připojení Uher natrvalo k Rakouskému císařství zřejmý nedostatek kvalitního dopravního spojení do odlehlých částí monarchie, především do Haliče. Projektovaná trať měla umožnit rychlejší přesun vojsk do těchto končin a také celkově pozvednout hospodářskou vyspělost regionu. Stavba započala v roce 1869 a po dvou letech již trať dosáhla Humenného – celý 65 kilometrů dlouhý úsek byl zprovozněn 25. prosince 1871. V té době byla teprve dostavována navazující trať z Košic do Čierné nad Tisou (první úsek Michaľany – Slovenské Nové Mesto otevřen jen o pár dní později, 7. ledna 1872), která měla novou trať napojit na zbytek tehdejší železniční sítě, především pak na Uherskou severovýchodní dráhu – stalo se tak až v polovině 70. let v Mezőzomboru v Maďarsku. Spojení s Košicemi funguje teprve od října 1873, mezitím však stavba pokračovala i za Humenným a 12. června 1873 železnici přivítalo město Medzilaborce. Tento úsek o délce necelých 41 km vede v převážné části délky údolím Laborce, a to po jejím pravém břehu (kvůli úspoře nákladů se projektanti vyhnuli budování drahých mostů a jediný most přes řeku byl postaven až mezi Sukovem a Monastyrem). Ve stejném roce byl otevřen i úsek mezi Zagórzem a Sanokem na druhé straně Polonin a před staviteli byl už pouze poslední a nejtěžší úkol - překonat hraniční hřeben. Vyřešen byl pomocí vrcholového hraničního tunelu (tzv. Lupkovského) o délce 416 m a celá trať tímto byla propojena. Přeshraniční úsek s tunelem je v provozu od 31. května 1874. Později se na trať napojilo několik dalších železnic – od roku 1903 byla v provozu odbočka do Vranova nad Topľou a v roce 1909 byl zahájen provoz na trati do Sniny a Stakčína.

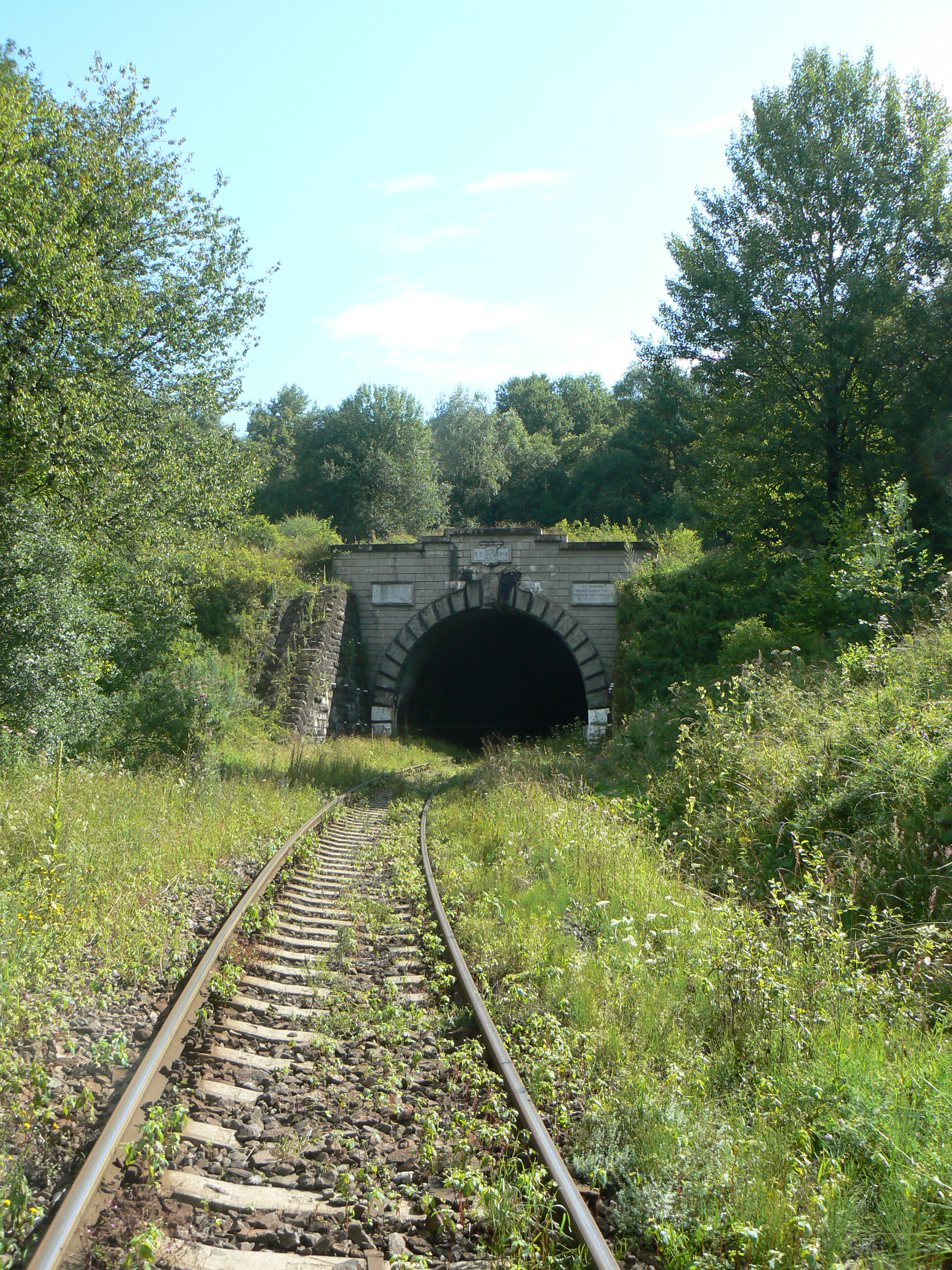
Portál Lupkovského tunelu na slovenské straně

Celých čtyřicet let trať sloužila k plné spokojenosti a do jejího provozu zasáhlo až vypuknutí 1. světové války. Pro potřeby armády byl úsek Michaľany – Humenné dokonce zdvojkolejněn, ale pro nevyužití byla po skončení války druhá kolej opět rozebrána. Materiál z ní byl poté využit při stavbě další navazující trati, a to spojky Bánovce nad Ondavou – Veľké Kapušany. Pro dopravu byla otevřena na podzim 1921; obě tratě už tehdy byly na území nově vzniklého Československa.
Během třicátých let byla provedena velká rekonstrukce trati, která umožnila v jižní části zvýšit traťovou rychlost až na 80 km/h (v té době poměrně vysoká hodnota) a zrychlit přepravu osob i zboží, což dále napomáhalo rozvoji přilehlých měst a vesnic. Další ranou byla až druhá světová válka, kdy trať se ocitla ve Slovenském štátu a opět byla využívána pro přepravu armády. V roce 1943 se ve Strážském napojila nová trať z Prešova a krátce nato začala být trať v úseku od polské hranice až do Humenného Rudou armádou přestavována na sovětský široký rozchod 1 520 mm, aby ji bylo možné napojit na tamní železniční síť. Po osvobození v dubnu 1945 po ní do Humenného přijel i zvláštní vlak s bývalým (a budoucím) prezidentem Edvardem Benešem. Později se však rozdílný rozchod ukázal jako krajně problematický a trať byla opět přestavěna na standardní rozchod. Při bojích v Dukelském průsmyku a okolí nezůstal ušetřen ani strategicky významný Lupkovský tunel a v roce 1944 byl ustupující německou armádou podminován a poničen, aby nemohl být použit protivníkem. Sověti proto narychlo vybudovali provizorní trať s nutností úvrati ve výhybně Pobieda. Za dva roky byl tunel opraven a doprava se vrátila na původní úsek.
Po roce 1945 objem dopravy na trati postupně vzrůstal (především díky stavbě nových průmyslových závodů v Humenném a Strážském), přesto však žádné významnější změny na či rekonstrukce provedeny nebyly. V roce 1985 byla zprovozněna nová spojka ze Slivníku (dříve Červený Dvor), jenž umožňovala přímou jízdu z Košic do Trebišova a dále na východ bez nutnosti úvrati v Michaľanech a jízdní doba v tomto úseku tak byla zkrácena až o půl hodiny.

### Elektrifikace
Kvůli plánovanému dalšímu navyšování objemu dopravy bylo přistoupeno k elektrifikaci tratí a první pravidelný elektrický vlak přijel do Trebišova 25. ledna 1989 po nové košické spojce. Tou dobou již běžela elektrifikace i mezi Michaľany, Trebišovem a Bánovci nad Ondavou; dokončena byla roku 1990. Uvažovaná elektrifikace až do Humenného již díky změně poměrů realizována nebyla, po roce 2005 však její možnost opět vyvstala na pořad dne a stala se jednou z priorit slovenského ministerstva dopravy. V roce 2015 již probíhal geodetický průzkum a se samotnou stavbou by se mělo začít v roce 2017.

## Provoz na trati

### Osobní doprava
Páteřními spoji na trati jsou rychlíky (resp. vlaky kategorie Regionálny expres), jezdící z Košic do Humenného. Do roku 2015 byly vedeny v úseku Košice–Trebišov elektrickými lokomotivami s nutností přepřahu, od nového jízdního řádu ale jejich dopravu v celé trase zajišťují lokomotivy motorové (řady 754 či 757). Osobní vlaky, pendlující mezi Trebišovem a Michaľanami, jezdí v dvouhodinovém (ve špičce až hodinovém) taktu a jsou vedeny jednotkami řady 460. V pravidelných intervalech jsou v provozu taktéž zastávkové vlaky z Humenného do Medzilaboriec. Většina těchto vlaků je vedena moderními motorovými jednotkami řady 861. Na tratích do Vranova nad Topľou i Veľkých Kapušan byla osobní doprava již zastavena, proto jsou stanicemi s návazností na další spoje pouze Michaľany, Strážske a Humenné. Přeshraniční doprava do Łupkówa byla několikrát zastavena a opět obnovena, její definitivní konec (díky minimálnímu vytížení) přinesla až změna jízdního řádu v květnu 2011. Vlaky tak končí jízdu v zastávce Medzilaborce mesto.

### Nákladní doprava
I přes pokles výroby ve většině průmyslových podniků ve městech podél trati je nákladní doprava stále provozována poměrně ve velkém objemu. Soupravy s ropnými látkami a dalšími kapalinami jezdí z Ukrajiny či ze západu Slovenska do stanice Strážske, s určením pro místní závod Chemko a další zásobují humenský podnik Chemlon. Ucelené vlaky s nejrůznějšími surovinami dojíždí i do Trebišova a z místní vagónky jsou vypravovány soupravy nově vyrobených železničních vozů. Pomocí manipulačních vlaků je sváženo dřevo z rozsáhlých lesů v okolí laboreckého údolí; nakládáno je především ve stanicích Radvaň nad Laborcom, Udavské a Medzilaborce a odtud putuje k dalšímu zpracování. Příležitostně jsou zaváděny i vlaky pro obsluhu pobočky firmy DHL v Michalovcích. Vlaky v nezávislé trakci jsou vedeny zejména lokomotivami řad 751 či 752, tranzitní nákladní vlaky pak dopravují elektrické lokomotivy 131 a 183.

## Galerie

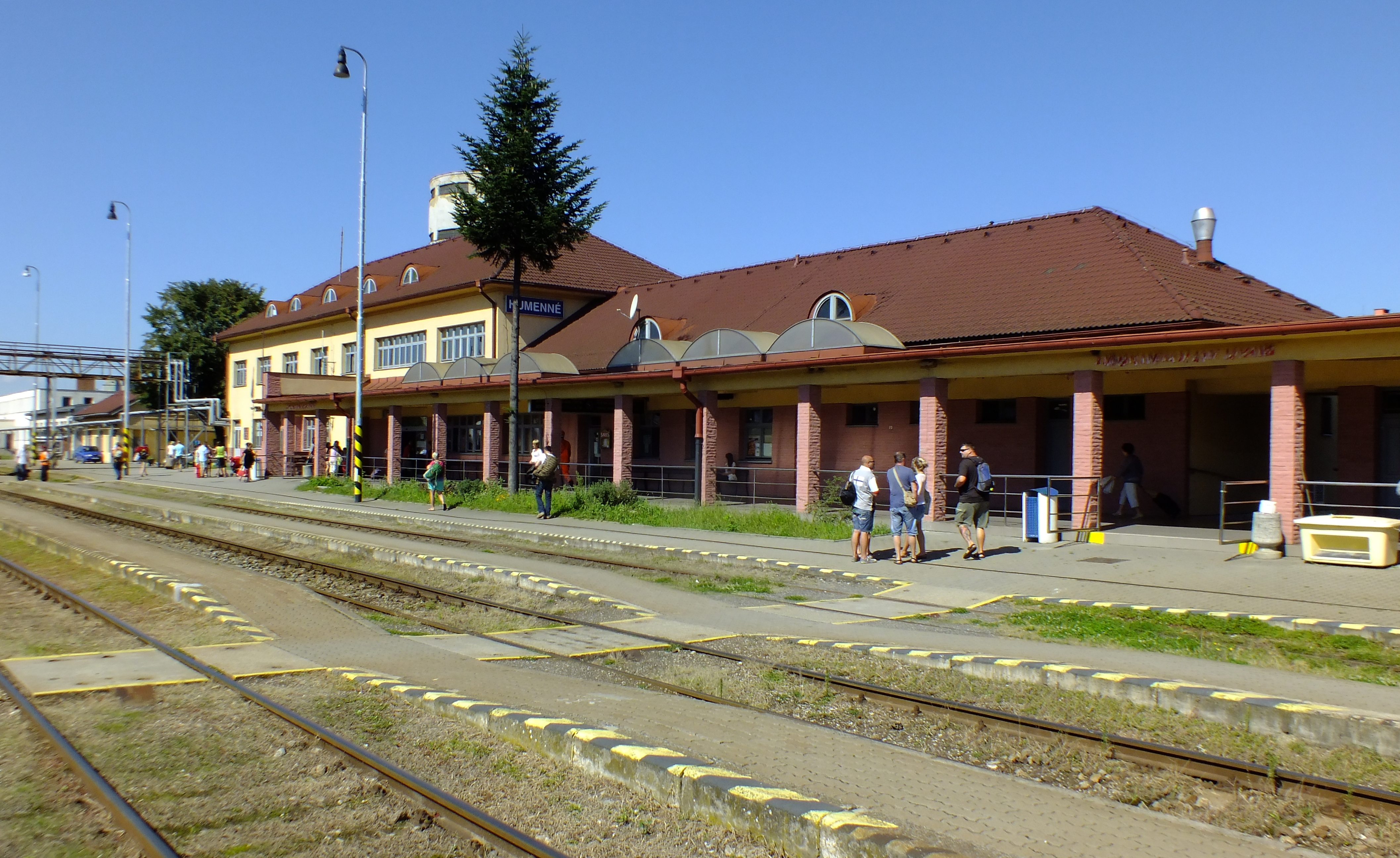
Humenné
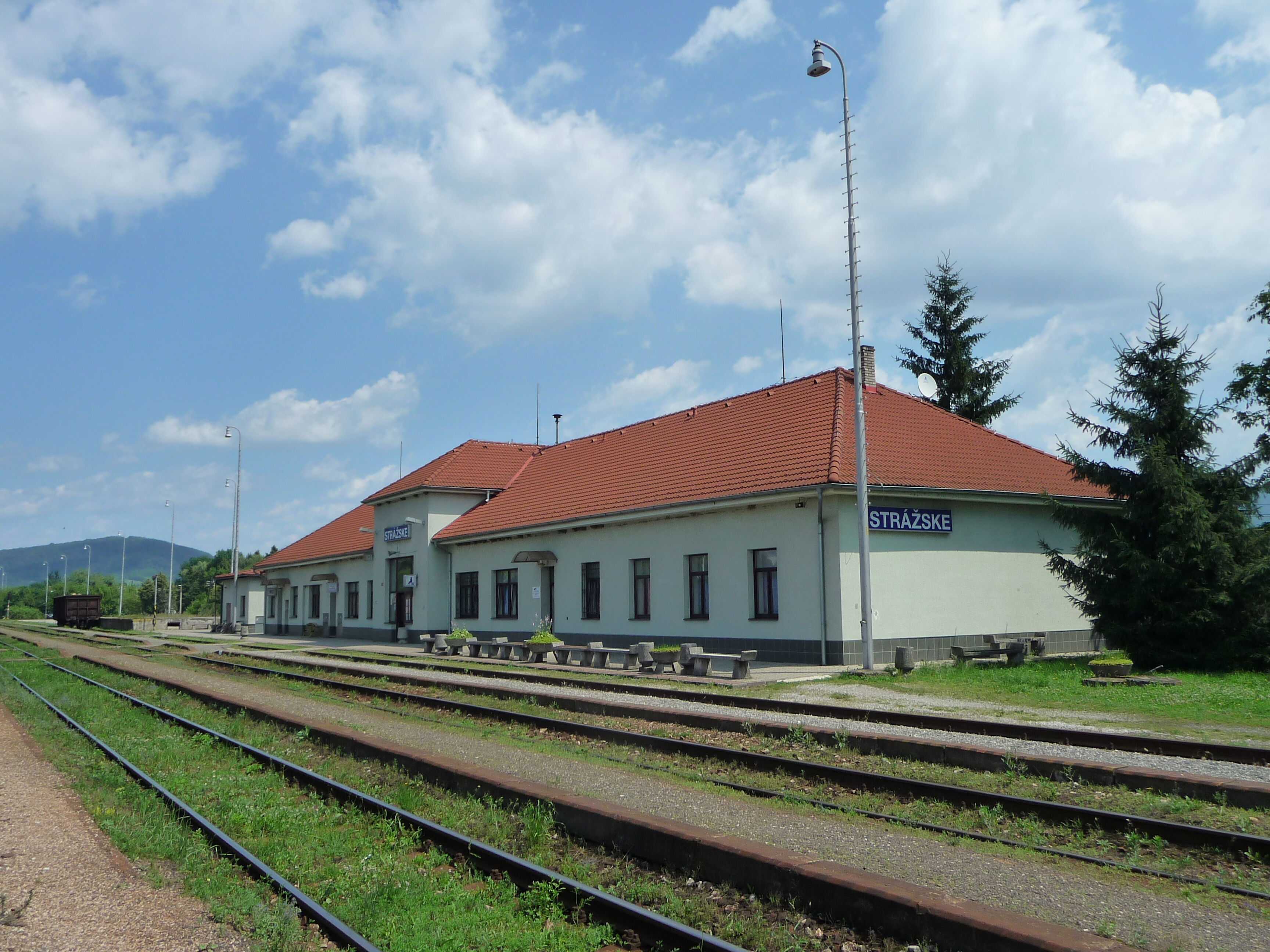
Železniční stanice Strážske
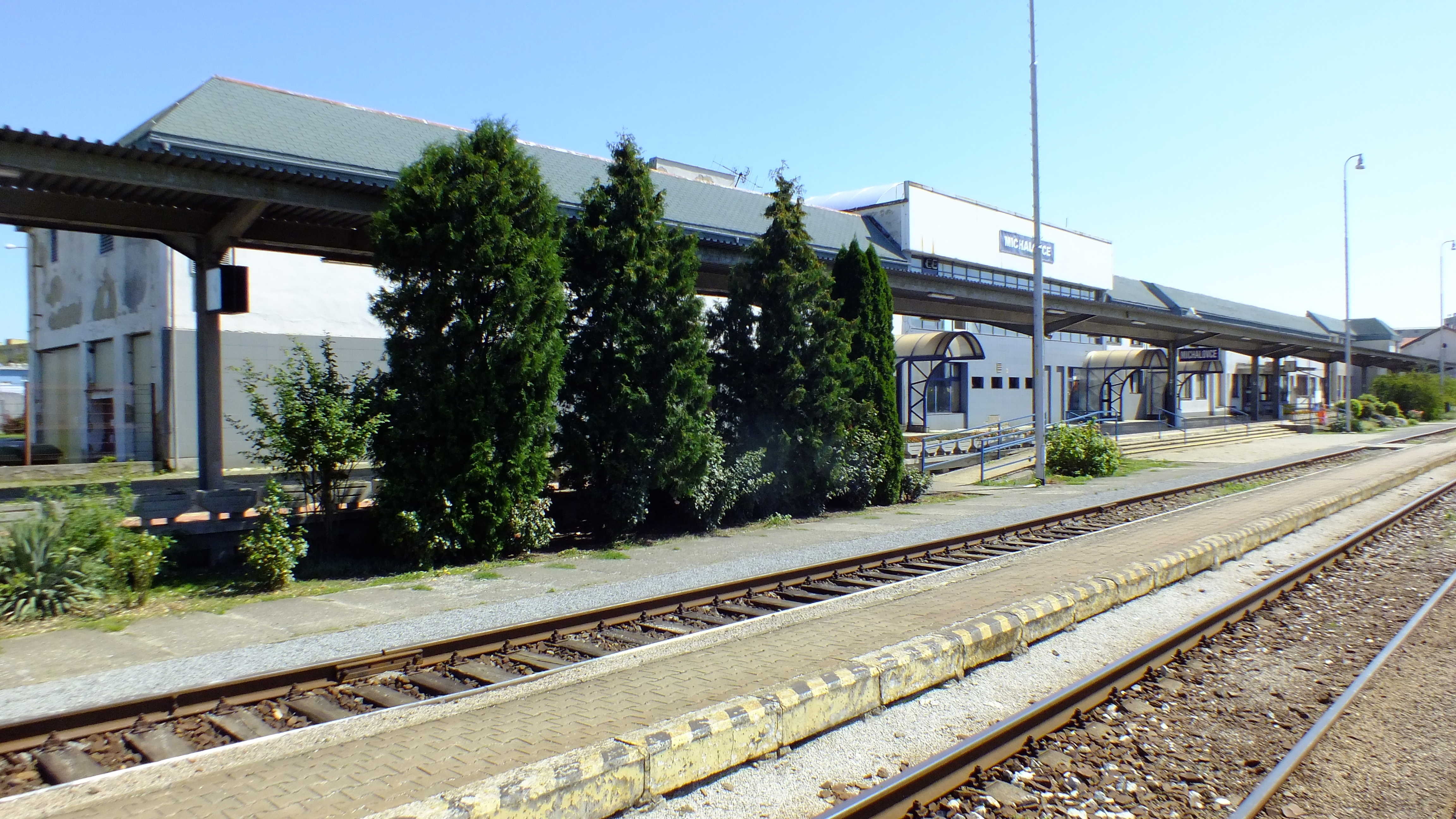
Michalovce
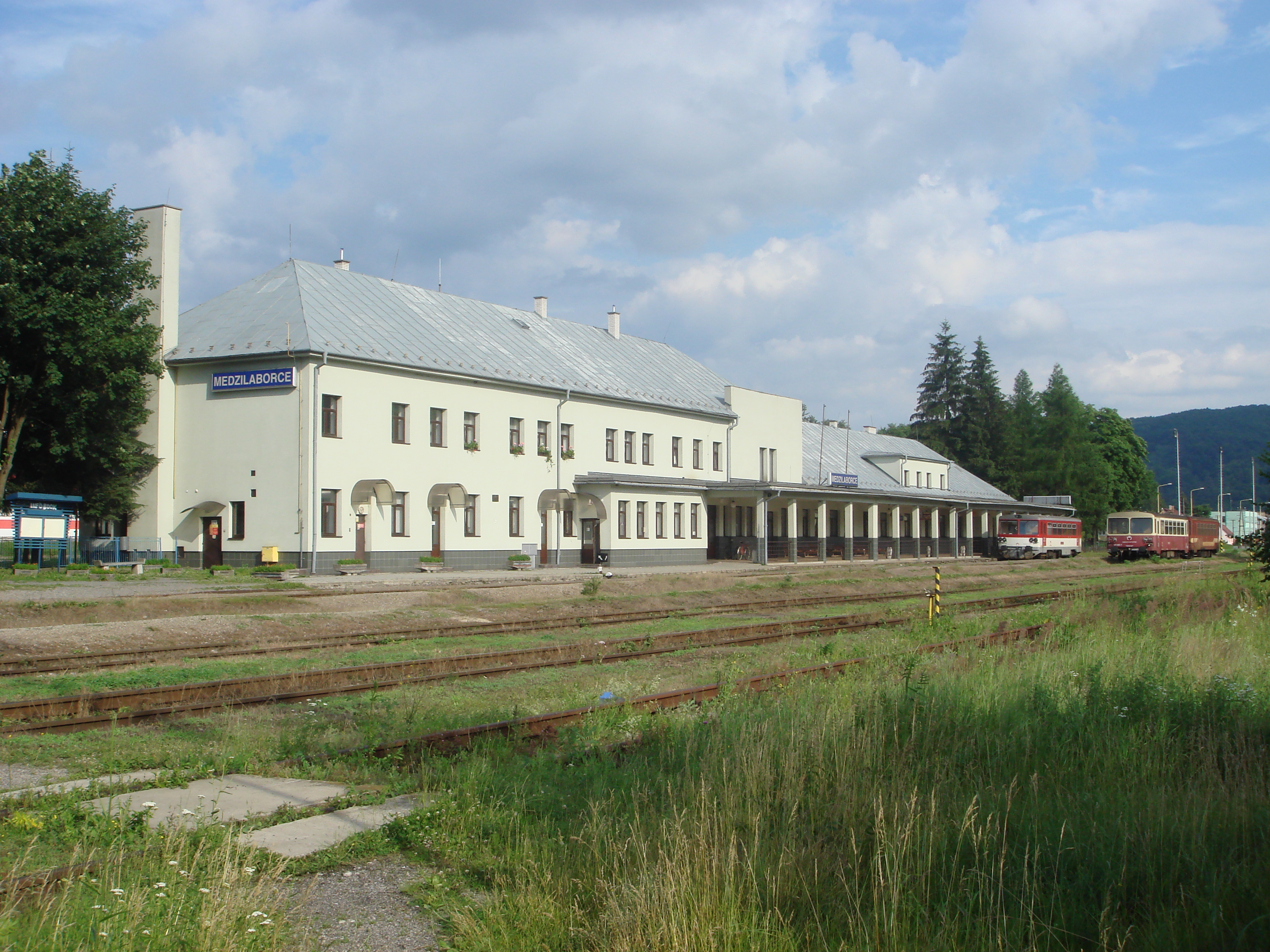
Železniční stanice Medzilaborce
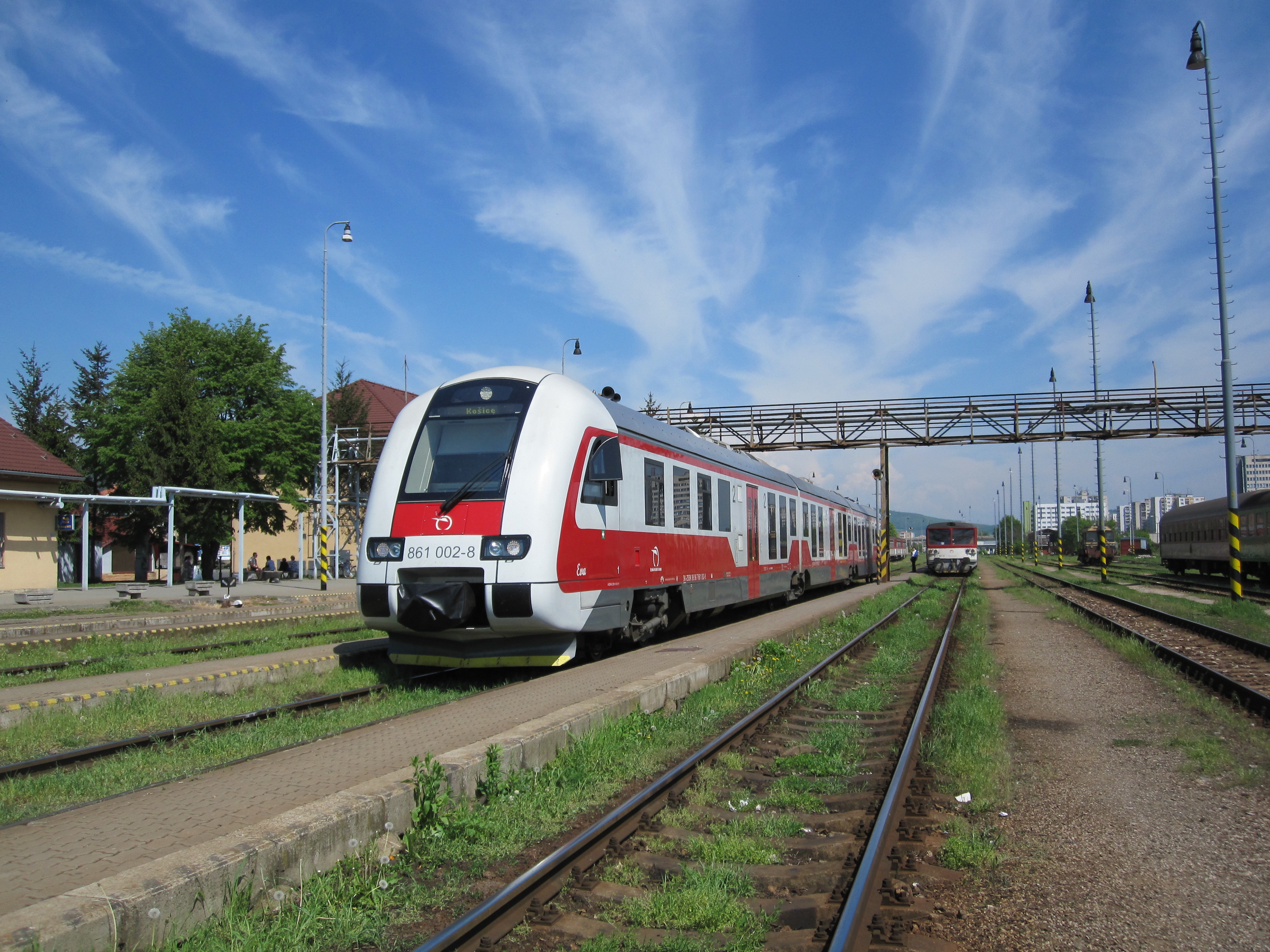
Motorová jednotka řady 861 ve stanici Humenné
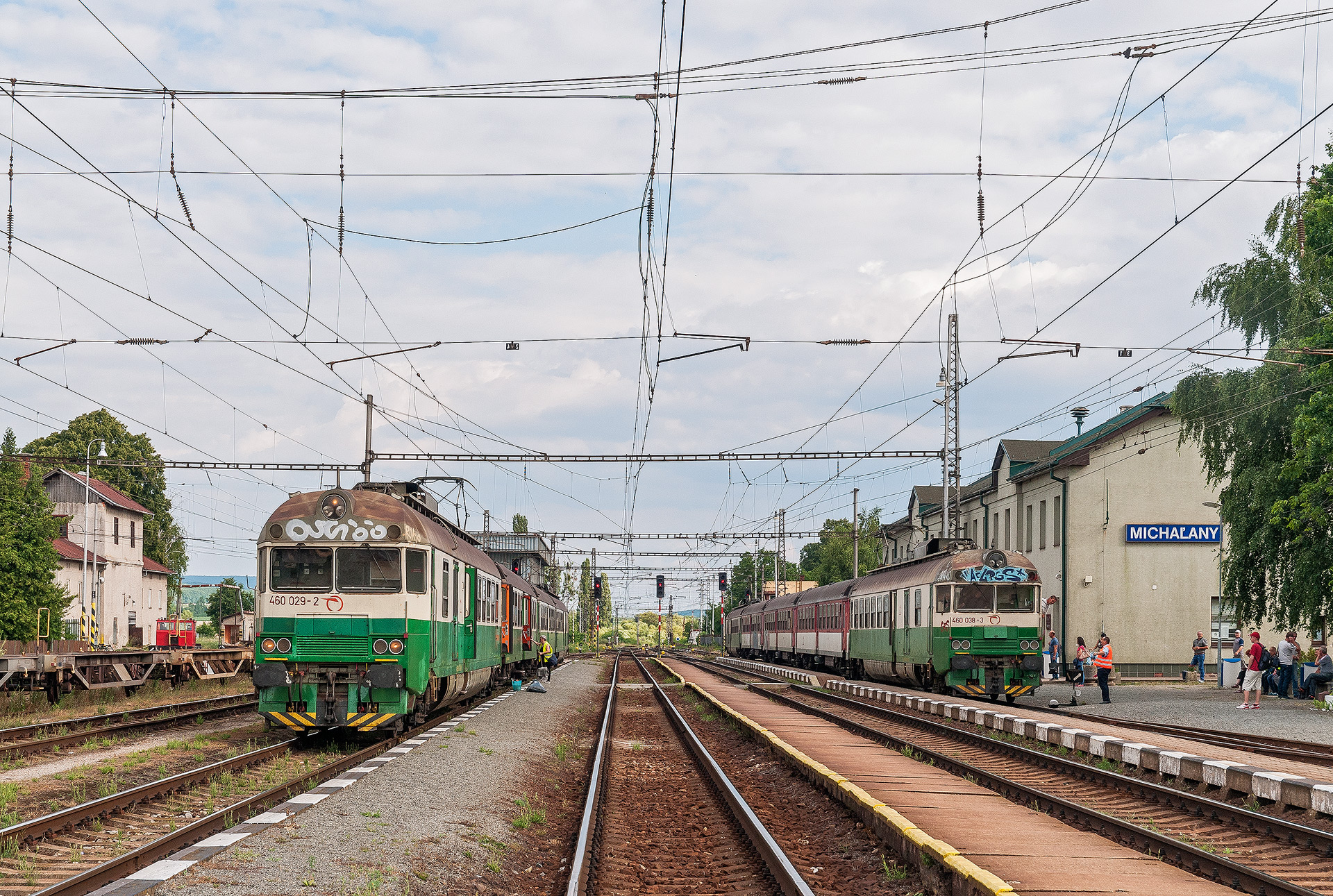
Elektrické jednotky řady 460 v Michaľanech
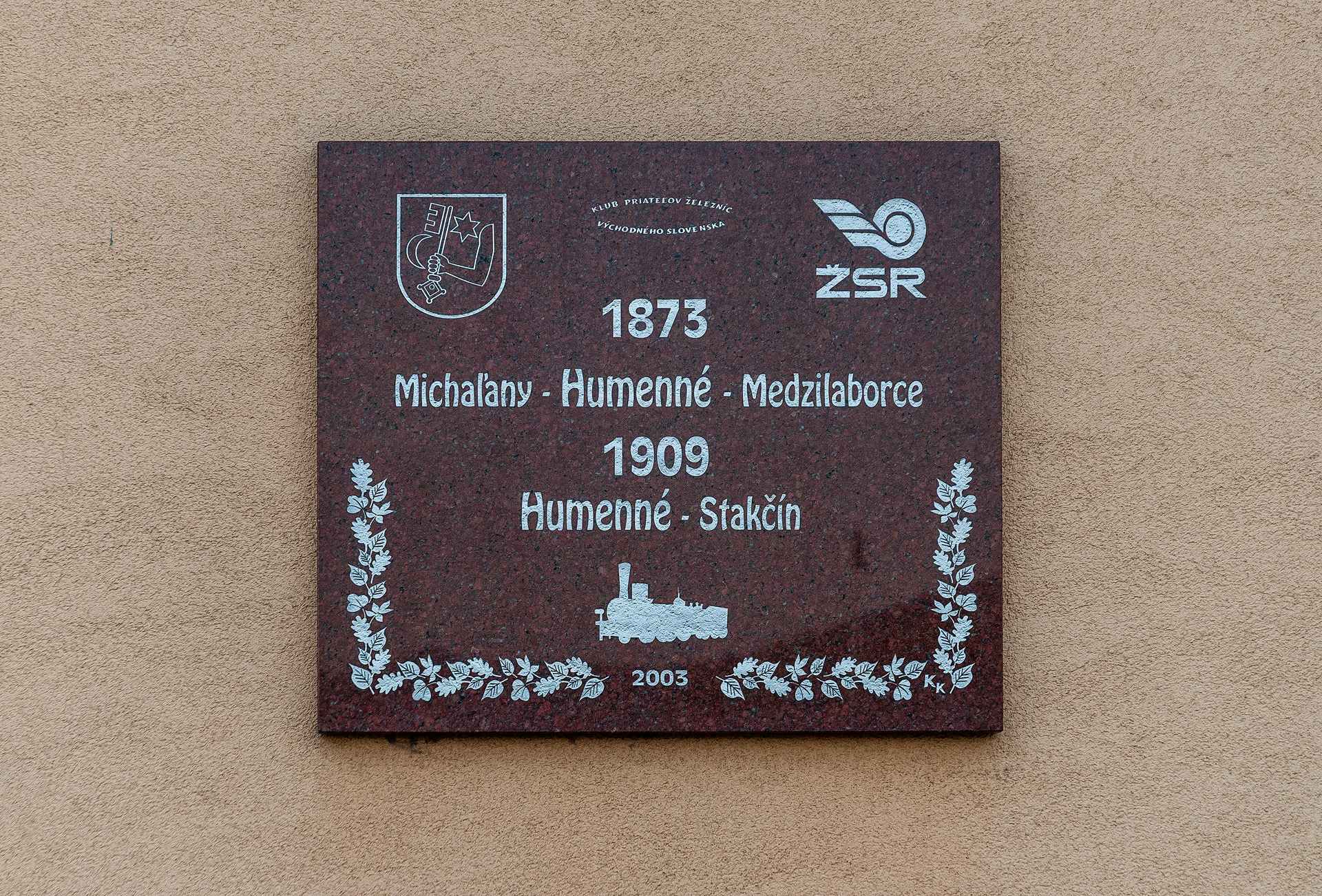
Pamětní deska k otevření trati